# Imelda de’ Lambertazzi
Imelda de’ Lambertazzi ist eine Opera seria (Originalbezeichnung: „melodramma tragico“) in zwei Akten von Gaetano Donizetti. Das Libretto schrieb Andrea Leone Tottola. Die Geschichte beruht auf dem Drama Imelda von Gabriele Sperduti aus dem Jahr 1825. Die Oper wurde am 5. September 1830 im Teatro San Carlo in Neapel erstmals aufgeführt.

## Handlung

### Erster Akt
Platz vor dem Haus der Lambertazzi
Die Machtkämpfe zwischen den Guelfen und Ghibellinen führten zu einer Fehde zwischen den Familien Lambertazzi und Gieremei. Die Bürger Bolognas bitten den Prätor der Stadt Orlando, einem Frieden zuzustimmen. Seinem Sohn Lamberto gelingt es, die Menge wieder umzustimmen und sie gegen die Gieremei aufzuhetzen. Er weiß nicht, dass seine Schwester Imelda den Sohn des Anführers der Gegenpartei Bonifacio liebt.
Wohnung im Haus der Lambertazzi
Dieser erscheint verkleidet bei Imelda und versucht, sie zu Flucht zu überreden. Imelda lehnt das als unehrenhaft ab. Bonifacio übergibt Orlando einen Brief, in dem er und sein Vater zu Friedensverhandlungen aufrufen.
Atrium im Haus der Lambertazzi
Bei den folgenden Verhandlungen schlägt Bonifacio zur Friedenssicherung eine Ehe zwischen ihm und Imelda vor. Lamberto wehrt sich dagegen, die Gieremei hatten schließlich seine Mutter ermordet; die Verhandlungen scheitern.

### Zweiter Akt
Wohnung wie im ersten Akt
Lamberto hat Verdacht geschöpft und stellt seine Schwester zur Rede. Sie streitet eine Verbindung zwischen ihr und Bonifacio zuerst ab. Aber als Lamberto vorgibt, ihren Geliebten soeben getötet zu haben, verrät sie sich durch ihre Reaktion. Lamberto schwört, Bonifacio eigenhändig umbringen zu wollen.
Wald
Lamberto erfährt von einem geplanten Treffen zwischen Imelda und Bonifacio. Vor der Ankunft Bonifacios kommt er zum Treffpunkt und berichtet, er habe dessen Vater umgebracht, seine Rache sei aber noch nicht vollbracht. Dann verbirgt er sich. Bonifacio erscheint und drängt zur Flucht, sein Vater warte auf sie beide. Imelda erzählt ihm von Lambertos Tat. Bonifacio zieht sein Schwert, schwört Rache und verschwindet in der Nacht.
Park in der Nähe des Hauses Lambertazzi
Lamberto erscheint mit bluttriefendem Schwert: Er hat Bonifacio umgebracht mit einer Klinge, die er zuvor in Gift getaucht habe. Imelda eilt zu ihrem sterbenden Geliebten.
Platz wie im ersten Akt.
Vor dem Palazzo der Lambertazzi zieht Lamberto die sterbende Imelda mit sich: Sie hat sich beim Versuch, ihrem Geliebten das Gift aus der Wunde zu saugen, selber vergiftet. Vor ihrem Tod bittet sie ihren Vater um Verzeihung; aber er stößt sie zurück; unerbittlich geworden wie sein Sohn.

## Werkgeschichte
Imelda de’ Lambertazzi entstand von Mai bis August 1830, unmittelbar vor der Anna Bolena, mit der Donizetti europaweit bekannt wurde. Sie blieb eine seiner zahlreichen Werke, denen größere Anerkennung verwehrt blieb. Es handelt sich um eine typische „Oper der neuen Kürze“ mit zahlreichen Cavatinen und rhythmischen Cabaletten. Inhaltlich gleicht sie der Pia de’ Tolomei.
Bei der Uraufführung am 5. September 1830 im Teatro San Carlo in Neapel sangen Antonietta Galzerani (Imelda), Berardo Winter (Lamberto), Giovanni Basadonna (Orlando), Antonio Tamburini (Ubaldo) und Michele Benedetti (Ugo). Die Premiere wurde vom Publikum kühl aufgenommen, in der Presse kaum erwähnt und erreichte in der ersten Spielzeit nur zwei Aufführungen. Da die stimmlichen Möglichkeiten der jungen und unerfahrenen Sopranistin begrenzt waren, verzichtete Donizetti zugunsten eines Arioso auf eine finale Arie und auf musikalische Ausschmückung ihrer Rolle. Dazu kam, dass der Tenor, der den Vater Lambertazzi spielte, mit seinen 23 Jahren jünger war als sein Sohn auf der Bühne. Einzig die große Arie des Baritons Antonio Tamburini gefiel dem Publikum.
Eine Wiederaufnahme in der folgenden Spielzeit, bei der die unerfahrene Sopranistin Antonietta Galzerani durch die erfahrene Luigia Boccabadati ersetzt wurde, erreichte vier Aufführungen. Nach vereinzelten Aufführungen in Italien verschwand die Oper nach 1856 von den Spielplänen, bis am 19. Februar 1989, als in Lugano unter Marc Andreae eine konzertante Version aufgeführt wurde.
Ein Konzert unter der Leitung von Mark Elder am 10. März 2007 in der Queen Elizabeth Hall in London wurde von Opera Rara als CD herausgegeben.

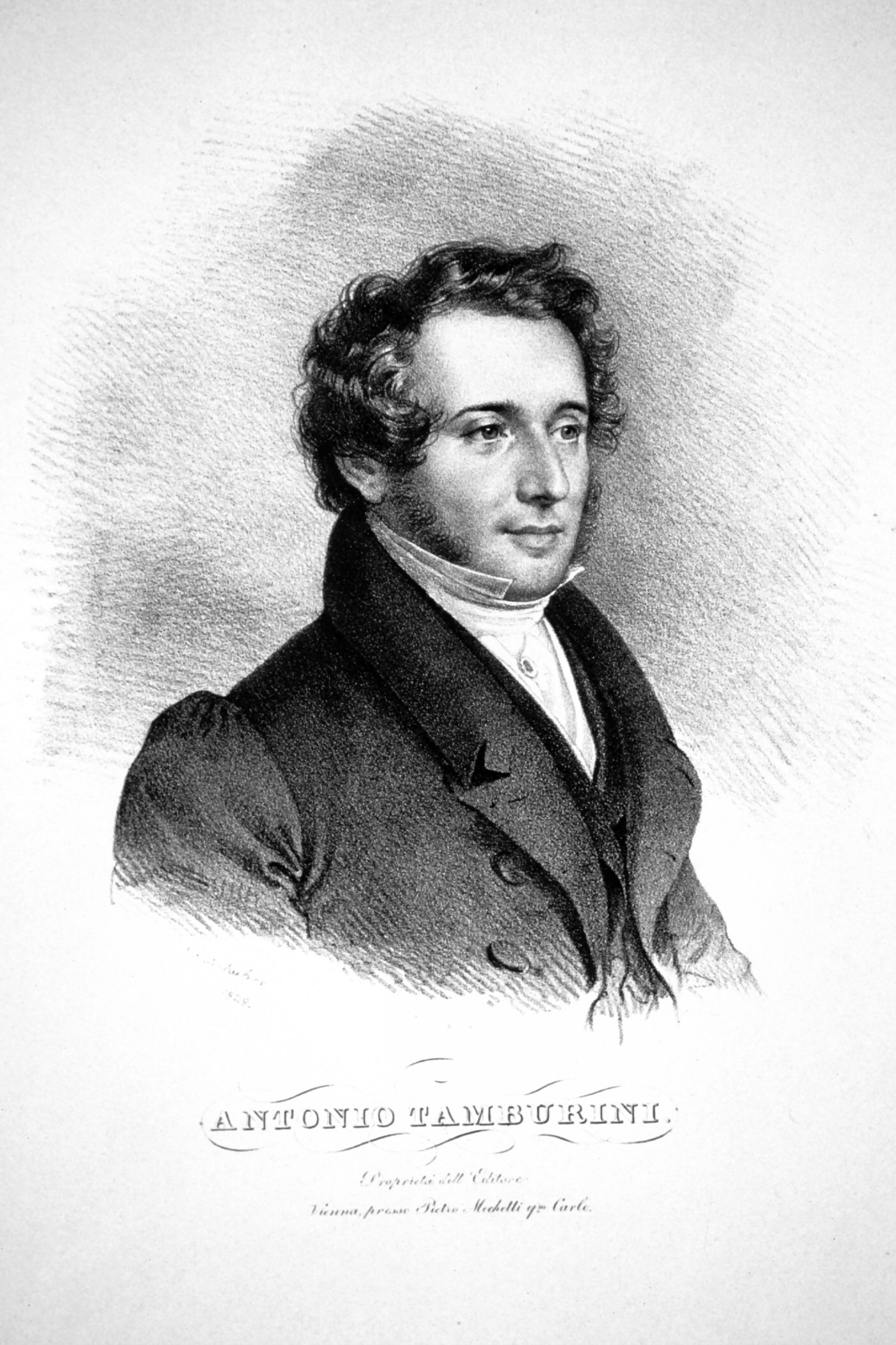
Antonio Tamburini, der erste Bonifacio
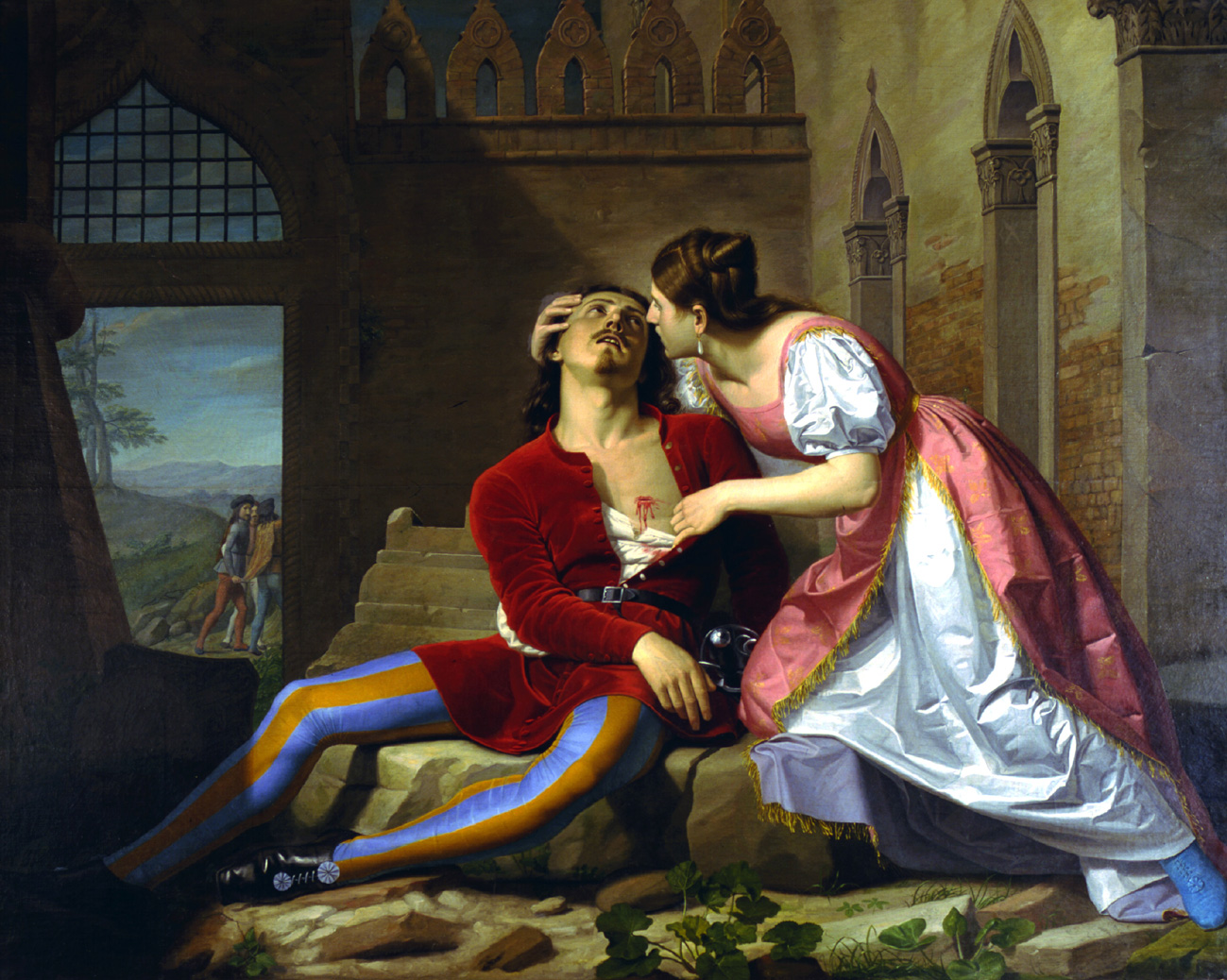
Imelda und Bonifacio: Bonifacios Tod in den Armen Imeldas; Gemälde von Giovanni Pagliarini (1809–1878)
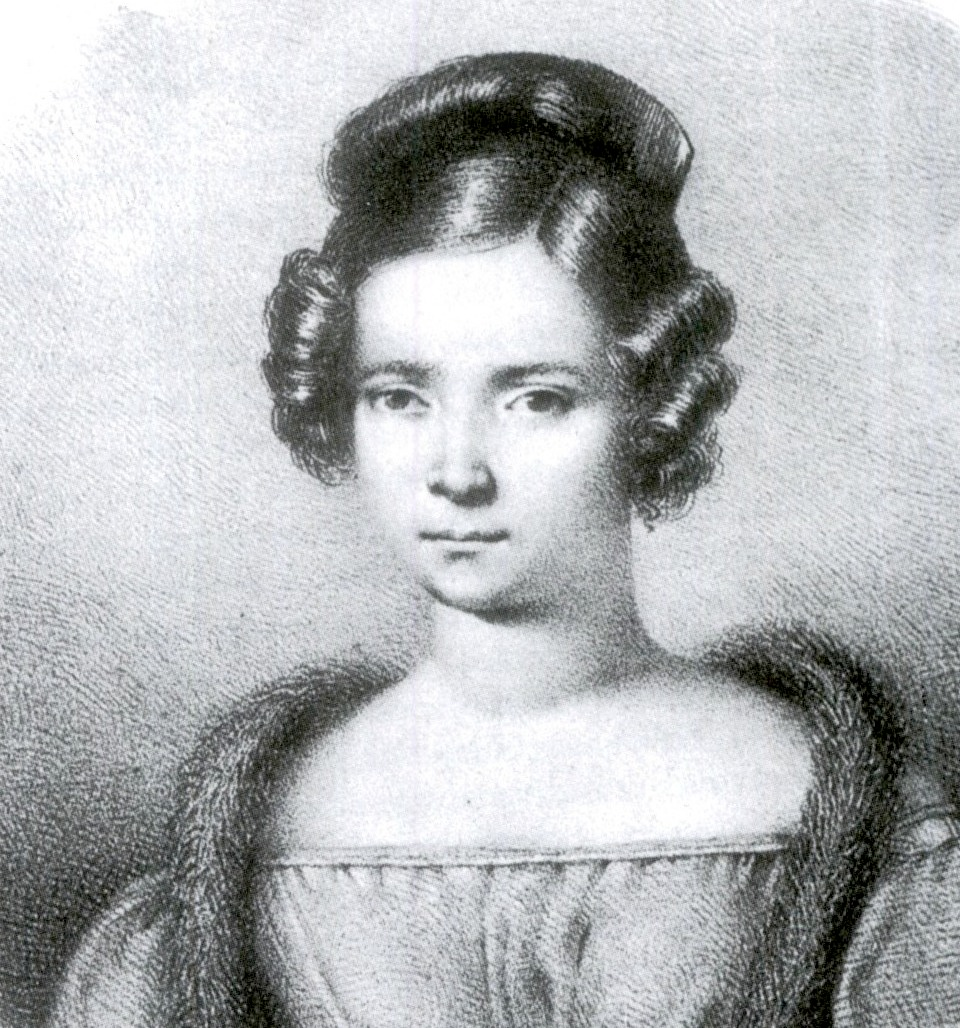
Luigia Boccabadati, die zweite Imelda von 1831